# ヒメフクロウインコ
ヒメフクロウインコ（姫梟鸚哥、Geopsittacus occidentalis）は、オウム目インコ科ヒメフクロウインコ属に分類される鳥類。

## 分布
オーストラリア固有種

## 形態
全長22-26cm。翼開張44-46cm。上面は黄緑色の羽毛で被われ、黒褐色の縦縞が入る。胸部から腹部にかけて黄色い羽毛で被われる。体側面には黒褐色の横縞が入る。尾羽は短い。尾羽の色彩は黄色で、黒褐色の横縞が入る。風切羽上面は暗灰色で淡黄色の筋模様が入り、翼下面は灰緑色で黄色の筋模様が入る。
虹彩はオレンジがかった褐色。嘴の色彩は黄褐色。後肢は長く、趾には短い爪が生える。後肢の色彩は褐色。

## 生態
内陸部にあるスピニフェックスからなる草原と、氾濫原にあるツキイゲ属などからなる湿原とを放浪すると考えられている。単独やペア、4羽以下の小規模な群れを形成して生活することが多い。地表棲。夜行性で、昼間は低木や藪の中、洞窟などで休むと考えられ英名（night=夜）の由来になっている。危険を感じると走ったり、低空を飛翔して茂みに逃げ込む。
草や種子を食べた例がある。
繁殖形態は卵生。地表や藪の中に木の枝を積み上げた巣を作り、7-8月に1回に4-5個の卵を産んだ例がある。

## 人間との関係
生息密度が非常に低く夜行性である事から発見例が非常に少なく、絶滅したとする説もあった。野焼きや放牧による生息地の破壊、人為的に移入された動物（ネコ、キツネ）による捕食、および動物（アナウサギ、ウシ、ヒトコブラクダ）との競合による生息数の減少が懸念されている。1937年から法的に保護の対象とされている。